# Баєрфельд-Штеквайлер
Баєрфельд-Штеквайлер (нім. Bayerfeld-Steckweiler) — громада в Німеччині, розташована в землі Рейнланд-Пфальц. Входить до складу району Доннерсберг. Складова частина об'єднання громад Роккенгаузен.
Площа — 8,60 км2. Населення становить 408 ос. (станом на 31 грудня 2020).